# 천재인
천재인(千載寅, 1999년 11월 23일 ~ )은 대한민국의 가수이다. 대한민국의 걸 그룹 디아크 멤버와 리얼걸프로젝트 멤버로 활동했다.

## 학력
- 서울청담중학교 (졸업)
- 한림연예예술고등학교 실용음악과 (졸업)
- 동덕여자대학교 방송연예과

## 생애

### 데뷔 전
재인은 대한민국 서울특별시에서 태어났다.
2013년 - Mnet《보이스 키즈》합류했다.

### 2015~현재: 디아크와 솔로 활동
한라은 2015년 4월12일, 걸 그룹 디아크의 멤버로 데뷔하였다.
2016년 8월25일, 걸 그룹 리얼걸프로젝트의 멤버로 다시 데뷔하다.
2017년 4월 28일, 드라마 《아이돌마스터.KR - 꿈을 드림》에서 '재인' 역을 맡아 연기자로 데뷔하였다.

## 음반 목록

### 디아크
- Somebody 4 Life (2015년)

### OST
- "Lost In The Summer" (2017년 아이돌마스터.KR - 꿈을 드림 OST, 정주 과 듀엣)

## 주요 출연작

### 드라마
| 연도 | 방송사                      | 제목                            | 역할   | 비고 |
| ---- | --------------------------- | ------------------------------- | ------ | ---- |
| 2017 | SBS funE SBS 플러스 SBS MTV | 《아이돌마스터.KR - 꿈을 드림》 | 천재인 | 주연 |
| 2017 | MBC                         | 《투깝스》                      | 이수영 | 단역 |